# Ново-Милятино
Ново-Милятино  — посёлок в Смоленской области России, в Угранском районе. Расположен в восточной части области в 20 км к югу от Угры. В 1,5 км к востоку остановочный пункт 73-й км на железнодорожной линии Вязьма - Фаянсовая. Население — 230 жителей (2007 год). Входит в состав Ключиковского сельского поселения.

## История
Возник в 1934 году с постройкой железной дороги.
Вдоль железнодорожной ветки проходила железная узкоколейная дорога. Во время Великой Отечественной войны на территории поселка Ново-Милятино проходили крупные столкновения советских и немецких войск. В 300 метрах от станции 73 км в болотах затонули 3 немецких танка с полным экипажем. В 3-х километрах от поселка по лесной дороге находятся останки подбитого во время войны советского самолета.

## Экономика
В советские времена в поселке находился завод по изготовлению фанерно-штампованных бочек, средняя школа, дом культуры. В настоящее время завод закрыт и полностью ликвидирован. Закрыты школа и дом культуры.
В посёлке есть почта, магазин.

## Достопримечательности
- Памятник на братском кладбище 26 советских граждан, расстрелянных гитлеровцами в 1942 году.